# Wrony (Orzechówek)
Wrony – osada wsi Orzechówek w Polsce, położona w województwie łódzkim, w powiecie radomszczańskim, w gminie Kobiele Wielkie.
W latach 1975–1998 osada administracyjnie należała do województwa piotrkowskiego.